# 1447 w polityce
Wydarzenia polityczne w 1447 roku.

## Wydarzenia w Polsce
- 2 maja – Kazimierz Jagiellończyk wydał w Wilnie przywilej gwarantujący nienaruszalność terytorium Litwy, co stanowiło odrzucenie polskich roszczeń do Wołynia i Podola Wschodniego.
- 25 czerwca – po trzyletnim bezkrólewiu, w katedrze wawelskiej arcybiskup gnieźnieński i prymas Polski Wincenty Kot dokonał koronacji Kazimierza Jagiellończyka na króla Polski.
- 24 sierpnia-30 sierpnia – w Piotrkowie obradował sejm.
- data nieznana – Żelechów uzyskał prawa miejskie.

## Wydarzenia na świecie
- 14 lutego – Wasyl II Ślepy definitywnie opanował Moskwę.
- 6 marca – Tommaso Parentucelli zostaje papieżem.
- 14 sierpnia – w Mediolanie proklamowano Republikę Ambrozjańską.
- grudzień – Władysław II Dan objął tron wołoski w miejsce zamordowanego Włada Diabła.
- data nieznana – Roman II objął tron mołdawski w miejsce swojego brata, Stefana II.

## Urodzili się
- 1 lutego – Eberhard II Wirtemberski, książę Wirtembergii (zm. 1504)
- 3 grudnia – Bajazyd II, sułtan osmański (zm. 1512)
- 9 grudnia – Chenghua, ósmy cesarz Chin z dynastii Ming (zm. 1487)
- 15 grudnia – Albrecht IV Mądry, książę Bawarii-Landshut i Bawarii-Monachium (zm. 1508)

## Zmarli
- 23 lutego – Onufry Lancaster, książę Gloucester z dynastii Plantagenetów (ur. 1390)
- 13 marca – Szahruch (pers. شاه رخ), władca z dynastii Timurydów (ur. 1377)
- 13 lipca – Stefan II, hospodar mołdawski (ur. ok. 1410)
- 13 sierpnia – Filip Maria Visconti, książę Mediolanu (ur. 1392)
- 17 listopada – Eufemia, władczyni księstwa ziębickiego (ur. ok. 1385)
- listopad – Wład Diabeł, hospodar wołoski (ur. ok. 1390)